# Iniistius
Az Iniistius a sugarasúszójú halak (Actinopterygii) osztályába a sügéralakúak (Perciformes) rendjébe és az ajakoshalfélék családjába tartozó nem.

## Rendszerezés
A nembe az alábbi 9 faj tartozik:
- Iniistius aneitensis
- Iniistius auropunctatus
- Iniistius baldwini
- Iniistius brevipinnis
- Iniistius celebicus
- Iniistius griffithsi
- Iniistius naevus
- Iniistius pavo
- Iniistius umbrilatus